# Потребительские товары
Потреби́тельские това́ры — товары бытового назначения, необходимые для удовлетворения потребностей человека. Потребитель (юридический термин) — человек, использующий такие товары.
Товары народного потребления[прояснить] предназначены для продажи населению в целях домашнего использования. Иногда их подразделяют на товары длительного пользования, товары краткосрочного пользования и платные услуги.
В отличие от потребительских товаров, на рынке присутствуют товары промышленного назначения, то есть товары, предназначенные для производства других товаров (средства производства). Ещё промышленными товарами можно назвать товары для профессионального использования, которые применяются для промышленного (массового) производства.
Потребительские товары не могут использоваться для промышленного производства, так как они не обладают свойствами, присущими товарам промышленного назначения. В случае использования потребительских товаров в промышленных (профессиональных) целях они раньше необходимого срока службы выходят из строя (ломаются), и в этом случае производитель не несёт гарантийных обязательств перед потребителем.
К потребительским товарам относятся:
- продукты питания
- одежда
- обувь
- другие товары (бытовая техника, легковые автомобили, мотоциклы и т. д.)

В условиях планового ведения хозяйства (напр., советская экономика) производство товаров делилось на две группы:
1. Группа А: Производство средств производства (товары промышленного назначения)[1].
2. Группа Б: Производство товаров народного потребления (потребительские товары)[2].